# KRY住宅展示場
KRY住宅展示場（KRYじゅうたくてんじじょう）は、県域AMラジオ局・山口放送 (KRY) が主催する住宅展示場。

## KRY徳山総合展示場
山口県の周南市徳山動物園横（KRY敷地内）にある住宅展示場。通称KRYハウジングサイト。出展メーカ7社のモデルハウスが建ち並ぶ。
また、KRYスタジオファミリーサテライトがあり、毎週土曜日には、KRYラジオで生放送も行われている。

## KRY山口住宅公園県庁前会場
山口市白石の国道9号（山口バイパス）沿いにあった住宅展示場。現在は閉鎖され、空き地になっている。